# Aycart del Fossat
Aycart del Fossat (fl....mitjans del segle xiii...) fou un trobador de Le Fossat (Arieja) de qui es conserven dues composicions.

## Vida
D'Aycart del Fossat es conserven dues composicions. Un sirventès polític que parla de la imminent batalla de Tagliacozzo entre Carles d'Anjou i Conradí i, per tant, és datable el 1267 o inicis de 1268.
L'altra composició és un partiment amb Girard Cavalaz. Aquest partiment es coneixia a través d'un manuscrit de Londres que només donava els noms de Girard i Aycart com a autors. Però després es descobrí que en un altre manuscrit de Bèrgam apareixia el mateix text atribuït a Aycard de Fossat i Girard Cavalaz.
El partiment, plantejat per Aycart, planteja una qüestió sobre el cel i l'infern i, concretament, a quin dels dos llocs preferiria Girard passar un mes, sense patir-los ni gaudir-los, per comprovar com són. Girard escull el paradís. En el manuscrit de Bèrgam el text va acompanyat d'una razó en llatí. Es data de vers 1250.
Tot plegat fa pensar que, malgrat ser originari d'Occitània, hauria fet alguna estada a Itàlia on semblen escrites les seves composicions.

## Obra
- (6a1 = 175a,1)[1] Si paradis et enfernz son aital (partiment amb Girard Cavalaz)
- (7,1) Entre dos reis vei mogut et enpres (sirventès)

### Repertoris
- Alfred Pillet / Henry Carstens, Bibliographie der Troubadours von Dr. Alfred Pillet […] ergänzt, weitergeführt und herausgegeben von Dr. Henry Carstens. Halle : Niemeyer, 1933 [Girard és el número PC 6a i 7 (apareix amb dos números perquè encara no era atribuïda a Aycart del Fossat la peça 6a,1)]